# Henry Wahl
Henry Wahl (Trondheim, 9 maart 1915 - 13 oktober 1984) was een Noors schaatser.
Henry Wahl maakte vanwege de Tweede Wereldoorlog pas op late leeftijd zijn internationale schaatsdebuut. Dit hield hem echter niet af van internationaal succes, zo werd hij derde op het WK Allround van 1948 in Helsinki. Dezelfde kleur medaille werd hem drie jaar later bij het EK Allround van 1951 in Oslo omgehangen.
Wahl was in 1948 deelnemer op de Winterspelen in Sankt Moritz waar hij alleen op de 10.000 meter aan de start verscheen, maar de finish niet bereikte.

## Resultaten
| Jaar | EK Allround | WK Allround | Olympische Spelen |
| ---- | ----------- | ----------- | ----------------- |
| 1946 | 9e          |             |                   |
| 1947 |             | 6e          |                   |
| 1948 |             | Brons       | NF 10.000m        |
| 1949 |             |             |                   |
| 1950 | DQ3         |             |                   |
| 1951 | Brons       | 7e          |                   |

NF = niet gefinisht, DQ# = gediskwalificeerd op # afstand

### Medaillespiegel
| Kampioenschap | Goud · | Zilver · | Brons · |
| ------------- | ------ | -------- | ------- |
| EK Allround   | 0      | 0        | 1       |
| WK Allround   | 0      | 0        | 1       |